# Disney Studios Australia
Les Disney Studios Australia (Fox Studios Australia avant 2022) sont des studios de cinéma et de télévision situés à Sydney en Australie. Ils appartiennent à l'entreprise américaine The Walt Disney Company depuis le rachat du Fox Entertainment Group en 2019. Ils occupent l'ancien Sydney Showground. Ils s'étendent sur près de 13 hectares, dans le quartier The Entertainment Quarter (en) de la région Eastern Suburbs, à une quinzaine de minutes du centre d'affaires de Sydney.

## Historique
Le Moore Park est l'un des trois parcs urbains créés au XIXe siècle à Sydney, situé à l'ouest du Centennial Park et nommé en 1867 d'après le maire de Sydney Charles Moore (1820-1895). À partir de 1882, le Moore Park accueille dans une zone de 1 000 acres (405 ha) une foire annuelle tenue par la Royal Agricultural Society of New South Wales (en), le Sydney Royal Easter Show qui comprend un stade en terre battue pour du cricket. Entre 1902 et 1919, la zone du Agricultural Oval s'agrandit vers le sud pour accueillir de nouveaux spectacles puis vers le nord dans les années 1920-1937. Durant ces périodes les principaux éléments architecturaux sont les murs d'enceintes, la tour de l'horloge de l'entrée et la tour du Hordern Pavilion (en) construit en 1924. Le stade accueille l'équipe des South Sydney Rabbitohs de 1902 à 1920.
De 1926 à 1966, le stade est officiellement nommé Main Arena at Sydney Showground mais surnommé Sydney Showground Speedway car utilisé comme circuit en terre battue de stock-car.
En 1938, l'Agricultural Oval accueille les festivités du 150e anniversaire de l'Australia Day et voit la construction de deux grands pavillons le Government Pavilion et le Commemorative Pavilion.
Dans les années 1970, le stade accueille l'éphémère compétition des World Series Cricket.
En 1995, le gouvernement australien de Bob Carr accorde un bail de 50 ans à la News Corporation pour construire des studios de cinéma, toutefois,.
En 1998, le Sydney Royal Easter Show déménage sur un nouveau site, le Sydney Olympic Park et les studios ouvrent leurs portes.

### 1999-2001: Tentative de parc d'attractions
Entre 1999 et 2001, les studios ont également abrité le parc d'attractions Fox Studios Backlot, dans la lignée des Disney's Hollywood Studios et Universal Studios Hollywood. Son coût est estimé à 261 millions de dollars. Le parc ferme ses portes fin 2001/ Les raisons invoquées sont aussi bien la baisse du tourisme domestique et la faillite d'Ansett et de l'impact des Attentats du 11 septembre 2001 sur le tourisme international.

### Depuis 2019: productions internationales et acquisition par Disney
En mars 2019, à la suite de l'Acquisition de 21st Century Fox par Disney, The Walt Disney Company devient le nouveau propriétaire des studios.
Le 6 avril 2019, le gouvernement australien accorde 17,1 millions d'USD d'avantages fiscaux à Disney pour le tournage d'un film Marvel aux Fox Studios Australia, probablement pour Shang-Chi and the Legend of the Ten Rings,.
Le 15 juillet 2019, Industrial Light & Magic annonce la création d'un studio d'effet spéciaux de 500 personnes à Sydney en Australie. Il est situé dans les Fox Studios Australia.
Le 10 octobre 2022, le site prend le nom de Disney Studios Australia.

## Organisation des studios
D'après le plan officiel du studio, l'entrée principale du studio se trouve sur Driver Avenue juste au pied du stade Sydney Cricket Ground mais l'essentiel du complexe est situé de l'autre côté des deux stades à l'est.
Les abords de l'ancien Main Arena servent de décors extérieurs.

### Les plateaux de tournage (stages)
Le studio comporte 9 plateaux de tournage
- Stage 1, l'ancien Government Pavillion de 1938, de 3 608 m2
- Stage 2, de 3 008 m2 avec un réservoir central de 347 m par 45 m et profond de 14 m
- Stage 3, de 1 320 m2
- Stage 4, de 759 m2
- Stage 5, de 910 m2 dédié à la télévision
- Stage 6, de 728 m2 dédié à la télévision
- Stage 7, l'ancien Commemorative Pavillion de 1938, de 3 960 m2
- Stage 8, de 690 m2
- Stage 9, de 208 m2 ouvert fin 2014 de type cyclorama pour le tournage de clip, publicité ou émission de télévision

## Tournages
Sauf indication contraire, les informations mentionnées dans cette section peuvent être confirmées par la base de données cinématographiques IMDb,  présente dans la section « Liens externes ».

### Films tournés dans les studios
- 1995 : Power Rangers, le film (Mighty Morphin Power Rangers: The Movie) de Bryan Spicer
- 1998 : Dark City d'Alex Proyas
- 1998 : Babe 2, le cochon dans la ville (Babe: Pig in the City) de George Miller
- 1999 : Matrix des Wachowski
- 1999 : Holy Smoke de Jane Campion
- 2000 : Mission impossible 2 (Mission: Impossible II) de John Woo
- 2001 : Moulin Rouge (Moulin Rouge!) de Baz Luhrmann
- 2001 : Dil Chahta Hai (दिल चाहता है) de Farhan Akhtar
- 2002 : Star Wars, épisode II : L'Attaque des clones (Star Wars: Episode II – Attack of the Clones) de George Lucas
- 2002 : Un Américain bien tranquille (The Quiet American) de Phillip Noyce
- 2003 : Matrix Reloaded des Wachowski
- 2003 : Kangourou Jack (Kangaroo Jack) de David McNally
- 2003 : Matrix Revolutions des Wachowski
- 2005 : Star Wars, épisode III : La Revanche des Sith (Star Wars: Episode III – Revenge of the Sith) de George Lucas
- 2005 : Furtif (Stealth) de Rob Cohen
- 2005 : Le Fils du Mask (Son of Mask) de Lawrence Guterman
- 2006 : Happy Feet de George Miller
- 2006 : Superman Returns de Bryan Singer
- 2008 : Australia de Baz Luhrmann
- 2009 : X-Men Origins: Wolverine de Gavin Hood
- 2010 : Le Royaume de Ga'hoole (Legend of the Guardians: The Owls of Ga'Hoole) de Zack Snyder
- 2010 : Demain, quand la guerre a commencé (Tomorrow, When the War Began) de Stuart Beattie
- 2010 : Primale (Primal) de Josh Reed
- 2011 : Happy Feet 2 de George Miller
- 2011 : My Best Men (A Few Best Men) de Stephan Elliott
- 2011 : Burning Man de Jonathan Teplitzky
- 2013 : Gatsby le Magnifique (The Great Gatsby) de Baz Luhrmann
- 2013 : Wolverine : Le Combat de l'immortel (The Wolverine) de James Mangold
- 2013 : Sur la terre des dinosaures (Walking with Dinosaurs) de Neil Nightingale et Barry Cook
- 2014 : Invincible (Unbroken) d'Angelina Jolie
- 2014 : La Grande Aventure Lego (The Lego Movie) de Phil Lord et Chris Miller
- 2014 : La Promesse d'une vie (The Water Diviner) de Russell Crowe
- 2015 : Mad Max: Fury Road de George Miller
- 2015 : Truth : Le Prix de la vérité (Thruth) de James Vanderbilt
- 2016 : Gods of Egypt d'Alex Proyas
- 2016 : Tu ne tueras point (Hacksaw Ridge) de Mel Gibson
- 2017 : Alien: Covenant de Ridley Scott
- 2018 : Pacific Rim: Uprising de Steven S. DeKnight
- 2022 : Thor: Love and Thunder de Taika Waititi
- 2024 : La Planète des singes : Le Nouveau Royaume (Kingdom of the Planet of the Apes)  de Wes Ball
- 2024 : The Fall Guy de David Leitch

### Séries, téléfilms et émissions télévisées tournées dans les studios
- 1999-2003 : Farscape
- 2003-2009 : Australian Idol (téléréalité musicale)
- 2004 : Farscape : Guerre pacificatrice (Farscape : The Peacekeeper Wars)
- 2004 : Natalie Wood : Le Prix de la gloire (The Mystery of Natalie Wood) de Peter Bogdanovich (téléfilm)
- 2005-présent : The X Factor (téléréalité musicale)
- 2012-présent : The Voice (téléréalité musicale)
- 2007-2014 : Chelsea Lately (talk-show)
- 2014-présent : Love Child